# Hypodactylus nigrovittatus
Hypodactylus nigrovittatus es una especie de anfibio anuro de la familia Craugastoridae.

## Distribución geográfica
Esta especie habita hasta 1935 m de altitud en la cuenca del Amazonas superior:
- en el sur de Colombia en el departamento de amazonas;
- en el este de Ecuador;
- en el noreste del Perú.[4]

## Publicación original
- Andersson, 1945 : Batrachians from East Ecuador collected 1937, 1938 by Wm. Clarke-Macintyre and Rolf Blobmberg. Arkiv för Zoologi, Stockholm, vol. 37A, n.º 2, p. 1-88.[5]